# Batalla de las Colinas de Seelow
La batalla de las Colinas de Seelow fue la última acción defensiva en el Frente Oriental antes de la Batalla de Berlín entre la Alemania Nazi y la Unión Soviética, que trajo como consecuencia directa la ruptura de la última línea de defensa previa a la ofensiva del Ejército Rojo sobre la capital del Reich.

## Trasfondo
Hasta el inicio de 1945 el Frente Oriental se había mantenido relativamente estable desde agosto de 1944 tras las consecuencias de la Operación Bagratión. Rumania y Bulgaria habían sido forzadas a rendirse y declarar la guerra a Alemania, además los alemanes habían perdido Budapest y la mayor parte de Hungría. De esta manera el llano polaco fue abierto al Ejército Rojo.
Los comandantes soviéticos, después de su inacción durante el Alzamiento de Varsovia, avanzaron finalmente sobre la capital polaca en enero de 1945. Durante 3 días, con un amplio frente, cuatro ejércitos soviéticos comenzaron una ofensiva a través del río Narew y desde Varsovia. Después de cuatro días de lucha el Ejército Rojo logró vencer la resistencia alemana y comenzó a moverse hacia el oeste, recorriendo hasta 40 kilómetros por día, tomando los estados bálticos, Dánzig, Prusia Oriental, Poznan, trazando un nuevo frente a solo sesenta kilómetros al este de Berlín, a lo largo del río Óder.
Un contraataque fallido llevado a cabo el 24 de febrero por el recién creado Grupo de Ejércitos Vístula, bajo el mando nominal de Heinrich Himmler, permitió al Ejército Rojo apoderarse de Pomerania y eliminar toda la resistencia en la orilla derecha del Oder. Mientras tanto en el sur, los continuos intentos alemanes de levantar el sitio de Budapest fallaron y finalmente la ciudad cayó ante los soviéticos el 13 de febrero. A pesar de que la derrota era inevitable Hitler seguía ordenando contraataques imposibles, así como la ejecución de tareas irrealizables. A comienzos de 1945, Hitler ordenó una ofensiva en Hungría para recuperar los pozos de petróleo al sur de Budapest, y formar una barrera contra los soviéticos al oeste del Danubio, para proteger a Viena del embate soviético. Conocida como ofensiva del Lago Balatón; cuyo nombre en clave era Unternehmen Frühlingserwachen, en español Operación Despertar de Primavera, fue un desastre desde la planificación. De hecho, Hitler esperaba que la ofensiva alemana avanzara entre 30 y 50 kilómetros hasta el río Danubio, que destruyera al III Frente Ucraniano (tres veces mayor que las fuerzas germanas que lo atacarían, mayormente tropas de las Waffen SS) y que después esas mismas fuerzas hicieran retroceder al II Frente Ucraniano al norte de la capital húngara. El 30 de marzo los soviéticos entraron a Austria y el 13 de abril tomaron Viena.
A pesar de que la producción militar alemana había caído a niveles desesperantes y las reservas de combustible eran más que insuficientes, las tropas alemanas peleaban con mayor fiereza que nunca y por diversas razones. El fanatismo nacionalista y anticomunista, la humillación que suponía una rendición incondicional y los millones de refugiados que iban a ser capturados por los soviéticos eran las principales razones que tenía el soldado alemán para oponer resistencia al Ejército Rojo. De esta manera la ofensiva hacia Berlín resultaba más lenta de lo que a Stalin le gustaba. Además la negativa de Hitler a abandonar la capital del Reich obligaba a los generales alemanes a defenderla a todo costo, ya que habían hecho un juramento de lealtad al Führer, el cual también había ordenado no evacuar la ciudad.
Stalin por su parte, hacía creer al máximo jefe de las tropas del Frente Occidental, el general estadounidense Dwight D. Eisenhower que la ofensiva sobre Berlín era una distracción para una real ofensiva sobre Dresde y que la última guarida de los nazis estaba indudablemente en Baviera cuna del nacionalsocialismo y en el Alpenfestung (fortaleza alpina), en vez de en Berlín.[cita requerida] Al mismo tiempo Stalin instaba a los generales Zhúkov y Kónev a tomar la capital del Reich lo más pronto posible para capturar todo lo posible de tecnología nazi de la capital. Durante un tiempo los estadounidenses planearon enviar paracaidistas sobre Berlín para capturar la urbe, pero Eisenhower (y el mando militar de los EE. UU.) no tenía deseos de sufrir bajas para capturar una ciudad que quedaría irremediablemente enclavada en la zona de ocupación soviética según la Conferencia de Yalta. Asimismo, para el gobierno de EE. UU. era mucho más importante en ese momento la Guerra en el Pacífico contra Japón.

## Preparación de la ofensiva soviética
El 9 de abril de 1945 la ciudad de Prusia Oriental, Königsberg se rindió al Segundo Frente Bielorruso al mando del General Konstantín Rokossovski. Inmediatamente después Rokosovski y sus tropas avanzaron al frente del Óder. La orden de Stalin a sus generales había sido la de avanzar velozmente por un amplio frente, sin dejar espacios en la orilla derecha del río Rin que los aliados occidentales pudieran ocupar primero. Debido a dicha orden se realizó el despliegue de los frentes de la siguiente manera: el Segundo Frente Bielorruso al mando de Rokosovski avanzó por el norte, cubriendo el territorio desde el mar hasta Seelow, el Primer Frente Bielorruso al mando de Zhúkov avanzó por el área frente a Seelow ya que a él se le había concedido el privilegio de llegar a Berlín primero, por último el Primer Frente Ucraniano de Kónev avanzaba al sur. El ejército polaco aportaba unos 79 000 hombres a los Frentes soviéticos, que sumaban 2,5 millones de hombres en total. La ofensiva también incluía 6.250 tanques, 7500 aviones, 41.600 piezas de artillería y morteros, 3255 lanzacohetes múltiples Katyusha y casi 100 000 vehículos, la mayoría prestados por los Estados Unidos. Sumándose a esto, los soviéticos desplegaron unos 143 reflectores de luz que debían cegar a los defensores, así como iluminar el camino a Berlín.
El 20 de marzo Hitler designó al General Gotthard Heinrici como reemplazo de un inoperante Himmler en el mando del Grupo de Ejército Vístula, Heinrici, que era un hábil estratega, adivinó las intenciones de Zhúkov y logró crear un sistema defensivo excelente, dados sus escasos recursos. La profundidad de estas defensas alcanzaba los 40 km, recurriendo a poblaciones fortificadas, inundaciones y puntos fuertes de apoyo. Se sembraron extensos campos de minas, y se excavaron fosos antitanques de 3 metros de profundidad y de 3 1/2 metros de anchura. La línea principal se encontraba justo a los pies de los altos de Seelow, que constituían por sí mismos un formidable obstáculo, con sus 30 m de altura y una gran pendiente, difícil de superar por los tanques de la época. La primera línea de defensa, con una profundidad de unos 10 km, estaba defendida por elementos de 10 divisiones, que serían retirados en el último momento, para evitar el bombardeo preparatorio de la artillería. La segunda línea, similar en profundidad, consistía en numerosas posiciones autónomas, intercomunicadas por trincheras, con múltiples puntos de apoyo y emplazamientos desde los que era posible lanzar contraataques. En esta línea se encontraban posiciones de artillería y antiaéreas (que actuarían como artillería de campaña). Las propias alturas de Seelow contaban con un fortín que cortaba la autopista a Berlín. La tercera y última línea estaba formada por una cadena de poblaciones fortificadas, con sus sectores de tiro entrecruzados, y estaba destinada a bloquear una ruptura de unidades acorazadas. Los tanques y cazatanques alemanes contraatacarían en este sector.

## La escasez de hombres y medios

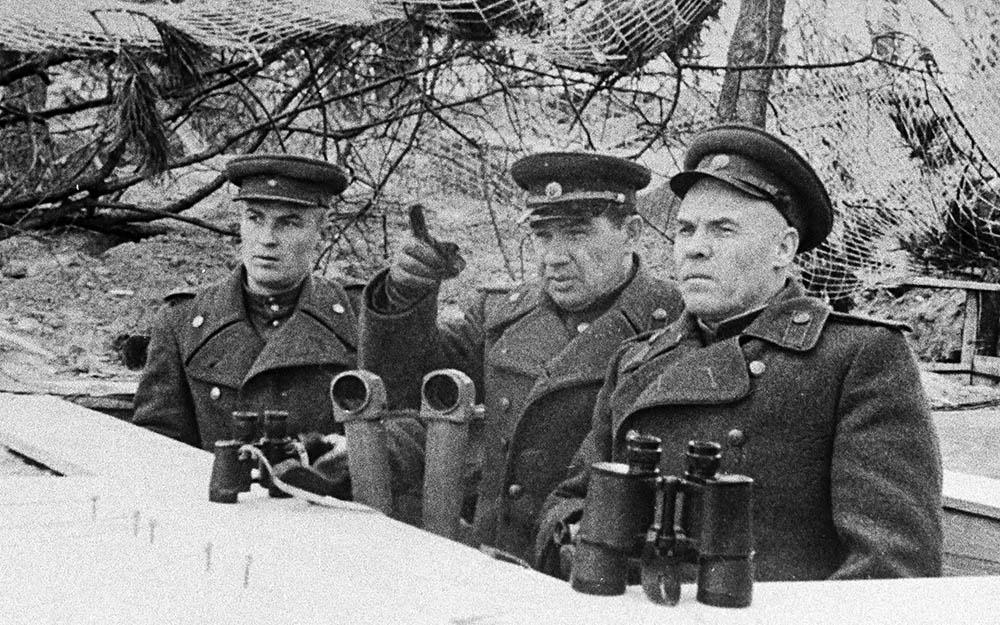
Vasili Chuikov en el puesto de observación del 8.º Ejército de Guardias durante la batalla de las cumbres del Seelow. abril de 1945

A pesar de este despliegue, estas defensas necesitaban hombres que las ocupasen y en eso, la situación alemana era desesperada. El 9° Ejército, que soportaría el peso de la defensa, apenas contaba con 200.000 hombres, 658 baterías con un total de 2.625 cañones y algo más de 500 tanques y cazatanques. La Luftwaffe, aunque tenía casi 3.000 aviones en todo el frente oriental, estaba muy limitada por la escasez de combustible. Heinrici hizo maravillas para desplegar sus unidades; cuidaba aspectos como la unión entre las diferentes divisiones, para evitar tener puntos débiles en los sectores de unión de estas, porqué sabía que los soviéticos los sabían explotar muy bien. Las divisiones de infantería alemanas no llegaban a los 8.000 hombres y las de tanques estaban a menos del 50% de sus efectivos. La escasez de munición y combustible para los vehículos era agobiante. La localidad de Seelow era defendida por jóvenes soldados de la 9.ª División de Paracaidistas, otorgados por Hermann Goering a Heinrici, estos inexpertos soldados solo tenían dos semanas de entrenamiento en la infantería y eran dirigidos por expertos pilotos, que no tenían ningún conocimiento de las tácticas de combate terrestre. Por el contrario, una de las formaciones más poderosas era la reconstituida División Panzer Kurmark que contaba con 30 Tiger II, un batallón de Panther y otro de cazacarros Hetzer, así como unidades de reconocimiento. A pesar de este panorama y de que pocos dudaban del resultado final de la batalla, la moral de los soldados alemanes era alta, pues luchaban por defender su patria y sus familias, e iban a hacer pagar a los soviéticos un precio muy alto por la conquista de Berlín.

## Reconocimientos en fuerza
En un último intento por engañar a los alemanes sobre el verdadero punto de ruptura, Zhúkov ordenó un reconocimiento en fuerza el día 14 de abril, dos días antes del ataque, que fue llevado a cabo a lo largo del frente de los 47° y 33° Ejércitos. Además de confundir al enemigo, uno de los objetivos de esta operación era ganar terreno para facilitar la labor de limpieza de minas de los zapadores. El reconocimiento se llevó a cabo por parte de un total de 38 batallones, cada uno de los cuales, en general, estaba apoyado por una compañía de T-34 o, incluso tanques pesados IS-2, una batería de artillería autopropulsada SU-76 o ISU-152 y cobertura de artillería. Aunque se logró tomar cierta cantidad de terreno, las bajas fueron muy elevadas. Sólo el 2° Cuerpo Panzer SS destruyó más de 80 tanques ese día. Peor aún, los alemanes no se dejaron despistar, pues tenían claras las intenciones soviéticas. Zhúkov no se quedó muy satisfecho y ordenó una operación similar para el día 15 con fuerzas reducidas. Pero a pesar del terreno ganado y de los campos de minas levantados, los soviéticos siguieron sin tener una idea clara del dispositivo defensivo alemán. Esa noche, Heinrici ordenó abandonar la primera línea de defensa, dejando fuerzas mínimas en vanguardia, ante el esperado ataque del día 16.

## Retirada alemana estratégica y ataque soviético

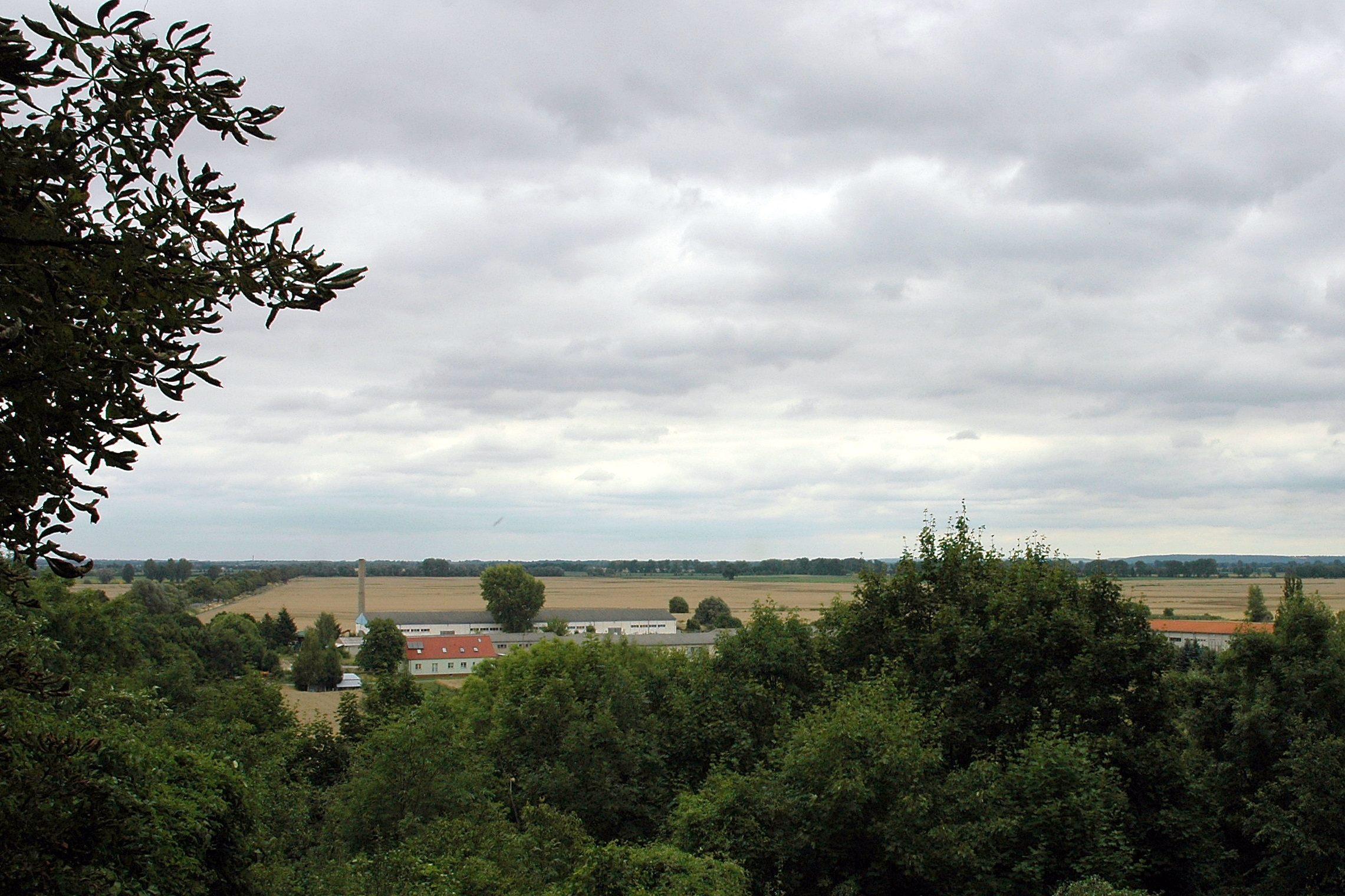
Imagen actual de las orillas del Óder desde las colinas de Seelow

Zhúkov pensaba que las colinas no iban a ser gran problema para su ejército y por eso a las dos de la mañana del 16 de abril 22.000 cañones rusos de largo alcance abrieron fuego a lo largo de todo el frente, concentrándose la mayor intensidad frente a Seelow, barriendo cada palmo de terreno en la planicie entre la localidad y el Óder, esperando con esto que los alemanes supervivientes se rindieran. Para aquel momento Heinrici, y a pesar de las órdenes de Hitler de no retroceder voluntariamente, había retirado el grueso de sus tropas y las bajas fueron pocas. A las 3:20 de la mañana, la noche se hizo día, pues más de 100 proyectores comenzaron a iluminar el campo de batalla y las posiciones alemanas, envueltas en humo. Pero consiguieron un efecto contrario, pues el bombardeo había sido de tal magnitud, que toda la zona estaba envuelta en nubes de humo y tierra, que no dejaban pasar los haces de luz y, además, los reflejaban, en vez de iluminar las nubes bajas para que iluminaran el suelo. Además de cegar a los atacantes, los proyectores de luz silueteaban perfectamente a los soldados ante los alemanes. Otra dificultad para las tropas de asalto era lo destrozado del terreno, ya que los grandes cráteres producidos por la potente barrera de artillería, dificultaban enormemente el avance, tanto de la infantería como de los tanques y cañones de asalto. En el sector norte del ataque, los soviéticos se toparon con una gran resistencia, aunque la confusión reinaba entre los alemanes, tras el fuerte bombardeo y la magnitud del ataque. Al final del día, la línea alemana se mantenía, aunque se empezó a llamar a las escasas reservas para apoyar la defensa. A la izquierda de este ataque, el 47° Ejército atacó con su vanguardia compuesta de 5 divisiones de infantería, un regimiento de carros de combate IS-2 y 4 de artillería autopropulsada; uno de ISU-152, y tres de SU-76. Aunque el frente alemán se mantuvo, la 606° División resultó virtualmente aniquilada. Los tanques soviéticos lograron abrir una brecha, que fue sellada rápidamente por 2 compañías de cazatanques, que destruyeron casi una treintena de blindados pesados. El 3° Ejército de Choque atacó con 4 divisiones en vanguardia, apoyadas por dos regimientos de IS-2, y cinco de artillería autopropulsada. La lucha fue encarnizada, sobre todo en torno a la población fortificada de Letschin y, al final del día, los soviéticos habían penetrado 8 km, sin lograr la ruptura, frente a repetidos y furiosos contraataques alemanes. La aviación soviética apoyó el ataque durante todo el día, llegando a participar más de 700 bombarderos pesados, que arrojaron alrededor de 900 toneladas de bombas. Uno de sus mayores éxitos fue la destrucción de un tren de apoyo que transportaba munición y suministros, con más de 7000 proyectiles, y tres cañones de 128 mm.

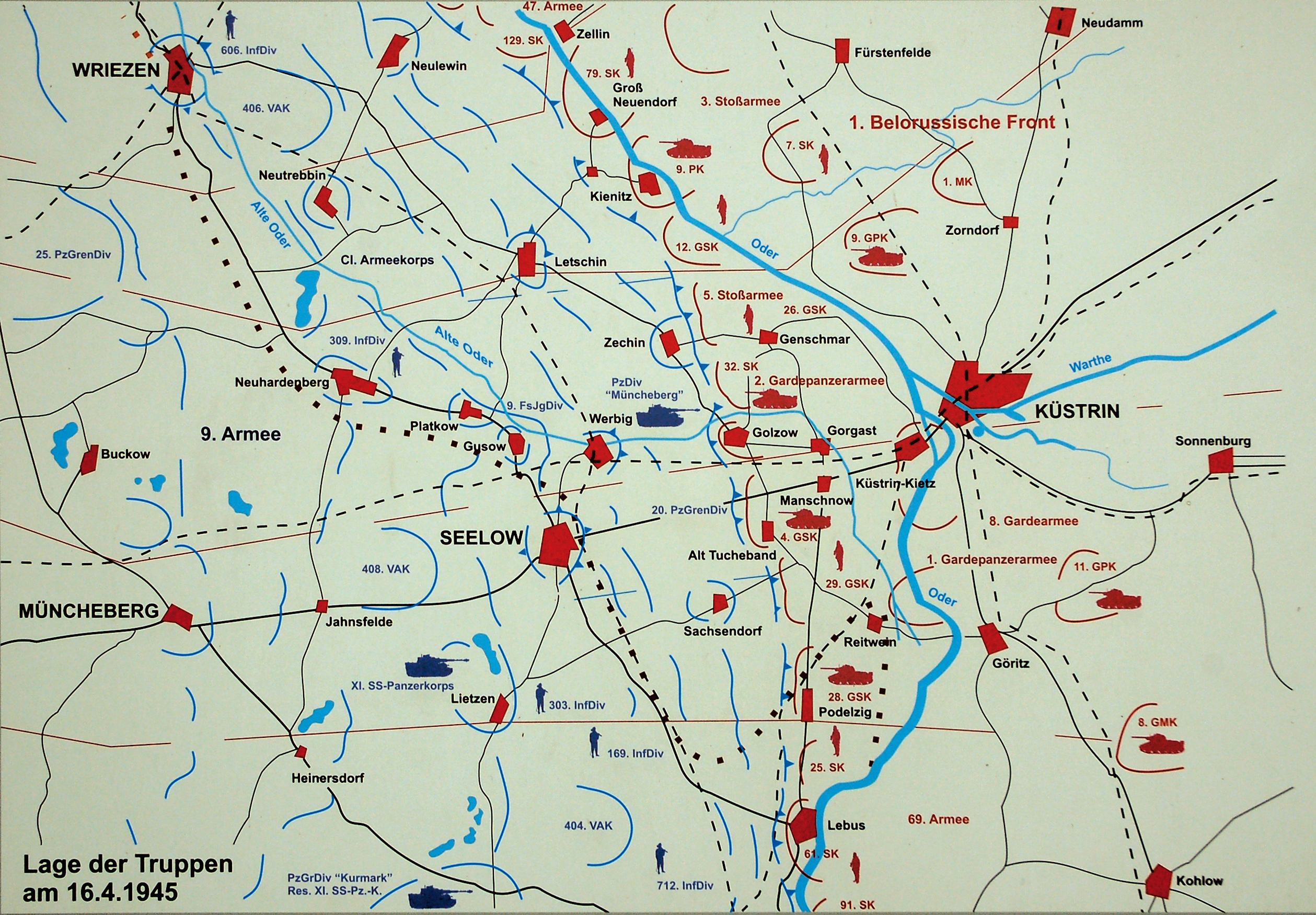
Ubicación de las unidades alemanas y soviéticas antes de la batalla. (En Alemán)

El 5° Ejército de Choque atacó con cinco divisiones en vanguardia, apoyadas por regimientos de tanques IS-2, cuatro de T-34/85, y dos de artillería autopropulsada. Esta formidable masa acorazada se lanzó sobre las destrozados y vacíos puntos de defensas alemanas, hundiéndose en la nube de humo levantada por el bombardeo previo a la ofensiva. Al salir de esta cortina y apoyada, inútilmente, por los proyectores, comenzó a ser blanco de fuego alemán, una vez sobrepasadas las primeras defensas. Para enfrentarse a ellos estaban los restos de 3 regimientos de la 9° División de Paracaidistas, dos de los cuales habían sido sorprendidos mientras se trasladaban de posición por la artillería soviética, y habían sufrido muchas bajas. A pesar de todo, consiguieron destruir más de 30 tanques y frenaron el avance de tres divisiones, en el sector de Buschdorf. A la vez se produjeron cruentos combates alrededor de una factoría de azúcar, en Werbig, antes de que los abrumadores números soviéticos se impusieran. Un refuerzo inesperado, a esas alturas de la guerra, llegó en forma del tren blindado Berlin que, equipado con cinco vagones armados con cañones de 88mm, destruyeron casi 60 tanques soviéticos, y provocó una carnicería entre las tropas de infantería que los apoyaban. Finalmente, la artillería soviética y el gran número de tanques, especialmente T-34, se impusieron y las últimas posiciones defensivas alemanas, en Werbig, cayeron hacia el mediodía. Al final del primer día de combates, el 5° Ejército había penetrado unos 10 km, sin conseguir la ruptura y sufriendo enormes bajas en el proceso.
Al sur del ataque del 5° Ejército, las cosas no fueron mejor para el 8° Ejército de la Guardia, que atacó con sus 3 cuerpos en línea, tras una preparación artillera muy específica pero igualmente inútil, frente a posiciones vacías. Además, en este sector, el fuego de artillería alemana, aún escasa de munición pero totalmente inadvertida para los soviéticos, resultó muy efectivo. Como unidades blindadas de apoyo contaba con el batallón Munchberg, con diez tanques Panther y otros diez Tiger, que contraatacaron inmediatamente y, desde posiciones con el casco oculto, destruyeron varios IS-2, y T-34 que avanzaron confiadamente. Más de 50 blindados quedaron calcinados ante las líneas alemanas. Cuando la artillería soviética comenzó a caer sobre las nuevas defensas descubiertas, los agotados defensores se retiraron a la segunda línea, y en este proceso, una columna de tanques T-34 consiguió penetrar las defensas y avanzó en dirección a Seelow. Sin embargo, se topó de frente con seis Tiger II del 506° Batallón Panzer, que destruyeron una veintena de T-34 y forzaron al resto a replegarse. Los Tiger II agotaron su munición contra la infantería que los seguían y se retiraron para repostar.
Mientras tanto en el sur, el 1.º Frente Ucraniano de Kónev iba avanzando de acuerdo al plan, empujando hacia atrás al IV Ejército Panzer del Grupo de Ejército Centro al mando del General Ferdinand Schörner, dicha acción estaba afectando peligrosamente tanto a Heinrici como a Schorner, ya que sus Grupos de Ejército se arriesgaban a ser envueltos.
Stalin, molesto por los contratiempos para el avance en Seelow, dio permiso al mariscal Iván Kónev para avanzar por su cuenta con el 1.º Frente Ucraniano hacia Berlín, presionando con ello a Zhúkov, quien envió sus reservas a combatir, logrando avanzar solamente seis kilómetros. Con esto Stalin quería que la conquista de Berlín fuera una carrera entre los dos mariscales, utilizando esta "competencia" para lograr capturar la capital del Reich antes que las tropas estadounidenses. Sin embargo Zhúkov siguió presionando, sufriendo pérdidas en infantería y tanques pero manteniendo sin cesar un feroz bombardeo de artillería ligera y pesada sobre las colinas, y al amanecer del 17 de abril las tropas del 1.º Frente Bielorruso habían destruido el primer cinturón defensivo alemán y avanzado unos 6 kilómetros, lanzándose a atacar la segunda línea de defensas.
La situación preocupó a Gotthard Heinrici, jefe máximo del Grupo de Ejércitos Vístula de la Wehrmacht, pues sus fuerzas (constituidas apenas por el 9° Ejército del general Theodor Busse) carecían de reservas y en tal situación la defensa alemana apenas podría durar tres días. El día 17 de abril las fuerzas de Zhúkov se lanzaron nuevamente a la ofensiva, y dos ejércitos soviéticos (el 5.° de Choque y el 2.° de Tanques de la Guardia) habían roto el segundo cinturón defensivo, avanzando en total unos 4 a 6 kilómetros hacia el oeste y obligando al retroceso masivo de la línea de defensa alemana para evitar un cerco. No obstante esta vez el Ejército Rojo habría sufrido más bajas entre muertos y heridos, junto con la pérdida de más tanques. 
Hacia el sur de las Colinas de Seelow la situación alemana se complicaba por un nuevo factor: el Primer Frente Ucraniano del general Iván Kónev lanzaba un feroz ataque contra el 4.º Ejército Panzer que constituía el flanco norte del Grupo de Ejércitos Centro del general Ferdinand Schörner; la debilidad del 4.º Ejército Panzer le obligó a retroceder, poniendo en riesgo al 9° Ejército de Busse, que debía retroceder también sus defensas para evitar que su flanco derecho quedara desprotegido. 
El 18 de abril la ofensiva soviética se endurece y el general Busse ordena que al avance soviético sea repelido por las dos únicas divisiones de defensa de que dispone: la 11.ª División de Granaderos SS Nordland y la 23.ª División de Granaderos Voluntarios SS Nederland, que tan sólo consiguen hacer más lento el avance soviético. El 47.° Ejército y el 3.° Ejército de Choque soviéticos alcanzan el último anillo defensivo alemán en la noche del 18 de abril, mientras Heinrici ordena que el 9.° Ejército y sus reservas marchen al norte para evitar un cerco, similar orden se entrega al 4.º Ejército Panzer. 
Para el amanecer del 19 de abril, el Frente Oriental había dejado de existir como tal y los restos de los 4.º y 9.º Ejércitos Panzer corrían el riesgo de ser rodeados por el 1.º Frente Ucraniano que avanzaba desde el sur y el 1.º Frente Bielorruso desde el este. Este último se encontraba a menos de sesenta kilómetros de Berlín y ninguna fuerza importante se les oponía, al quedar apenas bolsones de resistencia de diezmados batallones alemanes en su camino, por lo cual la retirada del grueso de tropas alemanas se tornaba en un imperativo. 
Sin embargo, para lograr esto, las bajas soviéticas fueron elevadas: unos 20 000 hombres entre muertos y heridos. En el tema material, en lo que iba del mes de abril los rusos habían perdido 2807 tanques de los cuales 750 cayeron en los altos de Seelow.

## Resultados
La batalla de las Colinas de Seelow fue el último éxito estratégico de la Wehrmacht en el Frente Oriental y permitió una retirada ordenada que salvó, gracias a la pericia e inteligencia de Heinrici, a miles de soldados para su utilización en la defensa final de Berlín, alargando unos días la guerra, e impidiendo que se cumpliera el deseo de Hitler de oponer una defensa suicida contra tropas atacantes muy superiores en número. No obstante, el Ejército Rojo resultó finalmente triunfante pues la eliminación de la última línea de defensa alemana causó que Berlín, la propia capital alemana, se convirtiera en una ciudad "en la línea del frente" con todos los problemas logísticos y tácticos (además de propagandísticos) que esto significaba para el Tercer Reich. La eliminación de la línea de defensa alemana permitió además la ofensiva final soviética que concluiría con la caída de Berlín, el suicidio de Hitler y la rendición incondicional de Alemania apenas veinte días después de esta batalla.